# Abdul Salam Sabrah
Abdul Salam Sabrah (1 de janeiro de 1912 — 2 de fevereiro de 2012) foi o primeiro-ministro em exercício da República Árabe do Iémen três vezes. O seu primeiro mandato foi em 1969, de 9 de julho a 29 de julho. O segundo e o terceiro mandatos foram ambos em 1971, de 26 de fevereiro a 3 de maio e de 5 de setembro a 18 de setembro.